# Mount Huckle
Mount Huckle ist ein rund 2500 m hoher und hauptsächlich vereister Berg im Osten der westantarktischen Alexander-I.-Insel. Nahe dem nördlichen Ende der Douglas Range ragt er 11 km südsüdöstlich des Mount Spivey an der Westflanke des Toynbee-Gletschers auf.
Die erste Sichtung geht vermutlich 1909 auf Teilnehmer der Fünften Französischen Antarktisexpedition (1908–1910) unter der Leitung des Polarforschers Jean-Baptiste Charcot. Luftaufnahmen entstanden bei der British Graham Land Expedition (1934–1937) unter der Leitung des australischen Polarforschers John Rymill. Der Falkland Islands Dependencies Survey (FIDS) nahm 1948 Vermessungen und die Benennung vor. Namensgeber ist John Sydney Rodney Huckle (1924–2014), der 1949 an den Vermessungsarbeiten des FIDS am Westufer des George-VI-Sunds beteiligt war.